# Граймс, Сандра
Сандра Граймс (англ. Sandra Grimes; 1945 — 25 июля 2025) — сотрудница ЦРУ, участвовавшая в небольшой группе, которая расследовала и раскрыла действия Олдрича Эймса, сотрудника контрразведки США, впоследствии осуждённого за шпионаж в пользу Советского Союза.

## Юные годы
Граймс родилась в августе 1945 года у родителей, которые познакомились в Ок-Ридже, штат Теннесси, и вместе работали над Манхэттенским проектом. Она училась в школе в Лос-Аламосе, затем уехала и продолжила обучение в Денвере, штат Колорадо. В старших классах она записалась на курс русского языка, на котором преуспела, что побудило её в дальнейшем выбрать специализацию по русскому языку в Университете Вашингтона в Сиэтле.

## Карьера в ЦРУ и Олдрич Эймс
В октябре 1966 года друг сообщил Граймс, что в кампусе находится вербовщик ЦРУ, и сказал ей, что она «станет идеальным шпионом». Впоследствии она прошла собеседование в ЦРУ и была принята на работу в качестве помощника по разведке GS-06. Эта должность требует от неё получения допуска по безопасности и медицинского освидетельствования, прежде чем ей будет предоставлен неограниченный доступ к потенциально конфиденциальной документации, с которой она будет знакомиться. Когда она прибыла на работу в здание Эймса в Росслине, штат Вирджиния, она и её коллеги стали канцелярскими служащими.
Первой работой Граймс была работа в Отделе советского блока Управления операций, куда входила разведка тогдашнего полковника Дмитрия Фёдоровича Полякова. Она прошла обучение, чтобы познакомиться с советскими разведывательными службами, в ходе которого она использовала карточки для отслеживания контрразведывательной и позитивной информации.
Осенью 1968 года Граймс прошла оперативную подготовку и встретилась с экспертом SE Division Диком Ковичем. В 1970 году ей наконец разрешили пройти собеседование для получения профессионального статуса, после чего она продвинулась по службе и получила должность старшего аналитика разведки в Отделе. Позднее она стала офицером Советского и Восточноевропейского дивизиона и проработала в его контрразведывательной группе одиннадцать лет, занимая различные звания и должности. Именно благодаря этому опыту она получила знания о КГБ и ГРУ. В это время Граймс работала или помогала в расследовании дел Алексея Исидоровича Кулака и Леонида Георгиевича Полещука.
В конце 1970-х годов, в результате организационных изменений в группе контрразведки, она познакомилась с Жанной Вертефёй. Граймс и Маккой предложили создать два отделения в группе CI, каждое из которых будет заниматься контрразведкой в определённом географическом регионе. Одно из них занималось советским блоком, а другое — восточноевропейским. В конечном итоге два отделения объединились, где Вертефёй стала начальником, а Граймс — руководителем советского отдела.

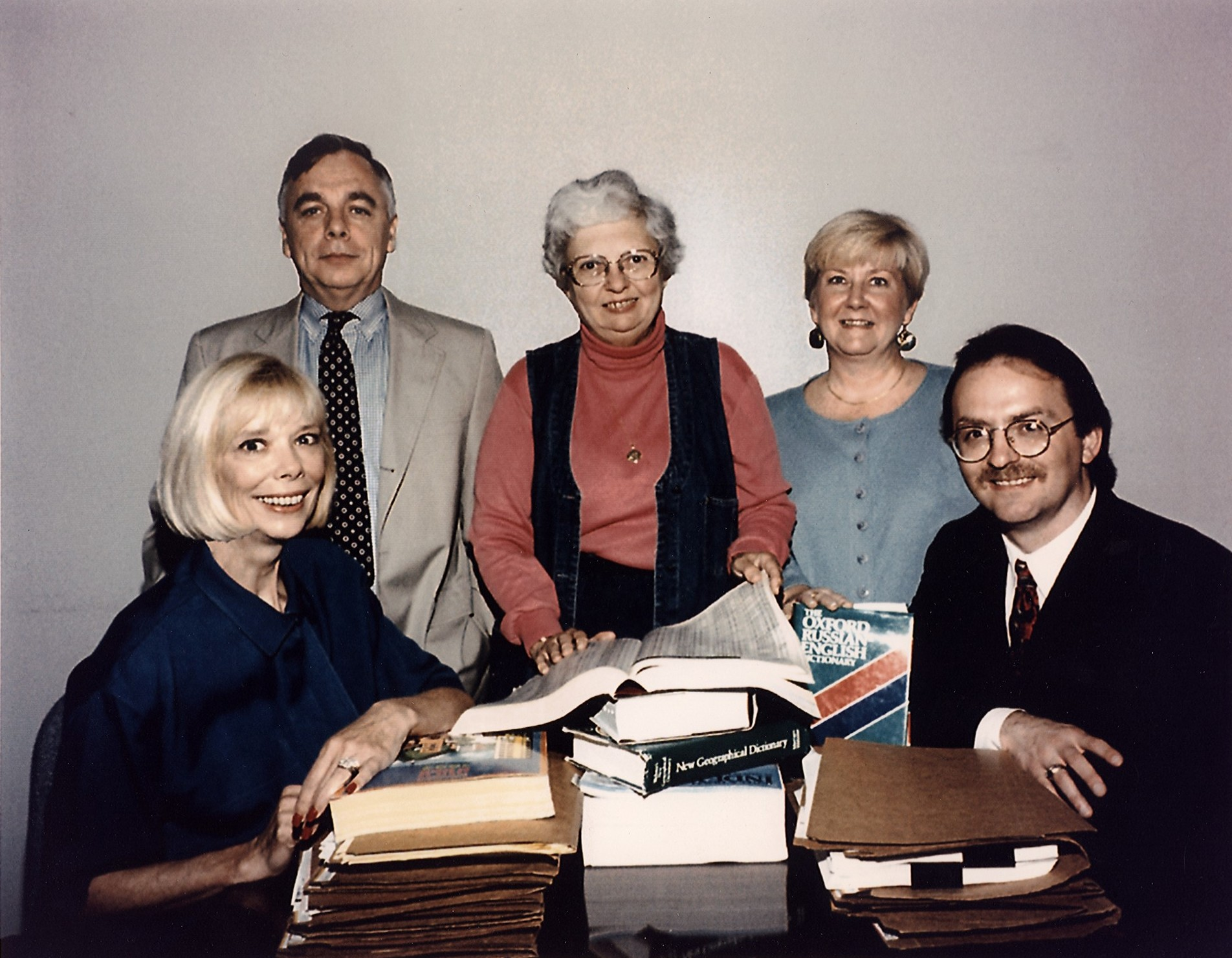
Команда Центрального разведывательного управления, обнаружившая советского «крота» О. Эймса. Слева направо: Сэнди Граймс, Пол Редмонд, Вертефёй, Жанна, Дайана Уортен, Дэн Пэйн

В 1981 году, после 14 лет работы в CI, Граймс перешла в отдел управления карьерой из-за перемены в своих чувствах.
В начале 1983 года она перешла на должность заместителя начальника отдела внешних операций в Африке, а через две недели стала исполняющей обязанности начальника. В начале 1984 года Граймс была назначена постоянным руководителем внешних операций SE в Африке.
После ареста генерала Полещука 2 октября 1985 года, в январе 1986 года Граймс участвовала в попытке предотвратить раскрытие активов ЦРУ, что представляло собой необычную процедуру обеспечения безопасности «за кулисами». Эта роль дополняла должность Граймс, которая ранее занимала должность начальника отдела внешних операций SE в Африке.
В конце концов её привлекли к работе в операции ЦРУ в Бонне. В анонимном письме, написанном человеком по имени Мистер Икс, упоминалось, что советские источники ЦРУ были раскрыты из-за проникновения в систему связи ЦРУ. Автор потребовал 50 000 долларов в тайнике или сейфе в Восточном Берлине. В марте 1987 года Граймс перевели из Африки в Московскую оперативную группу. Морские пехотинцы посольства США в Москве Арнольд Брейси и Клейтон Лоунтри разрешили КГБ войти в охраняемые помещения посольства США.
В 1989 году Граймс перешла с должности начальника производственного отдела на временную должность в отделе специальных проектов. В начале 1991 года она работала над GTPROLOGUE, когда ей предложили задание расследовать гибель Полякова и других в 1985 году.
Во время совместной охоты на кротов Граймс была членом команды, которая совершила первый прорыв в 1992 году. Она сопоставила время, когда Эймс встречался с Сергеем Дмитриевичем Чувахиным, своим связным в КГБ, с временем, когда он делал крупные банковские вклады в 1985 и 1986 годах.
В начале 1993 года Граймс ушла из ЦРУ.

## Память
В 2012 году издательством Naval Institute Press была опубликована книга «Круг измены: отчёт ЦРУ о предателе Олдриче Эймсе и людях, которых он предал», написанная в соавторстве Граймс и Вертефёй. Вертефёй впоследствии умерла от рака мозга в возрасте 80 лет 29 декабря того же года. По словам Питера Эрнеста, почётного исполнительного директора Международного музея шпионажа в Вашингтоне, округ Колумбия, «другом» Вертефёй в её последние дни была, конечно же, Сэнди Граймс. Они были друзьями на протяжении многих лет, очень близкими друзьями и очень близкими товарищами по команде".
В 2014 году на канале ABC вышел в эфир американский драматический мини-сериал «Активы» из восьми серий, основанный на «Круге измены».